# Venta de la Punta (Ulldecona)
La Venta de la Punta és un edifici d'Ulldecona (Montsià) que forma part de l'Inventari del Patrimoni Arquitectònic de Catalunya.

## Descripció
L'edifici es compon d'un cos central quadrat i un d'adossat, que era un corral, on hi ha l'accés a un cos molt petit on es guardava la palla. El cos central era l'habitatge i està format per planta baixa, amb porta central amb muntants i llinda de pedra i finestra a banda i banda, i primer pis amb finestra central. La teulada és a doble vessant amb teula aràbiga i fumeral. A la part del darrere hi ha un pati. El mur posterior, en la seva part central i a l'alçada de la planta baixa, té un sortint semi circular que correspon al forn (per coure el pa).
A la part exterior, al costat del cos més petit, hi ha un abeurador de pedra picada i a terra una cisterna tapada amb rajola. Al costat esquerre de la porta hi ha una bancada de pedra i rajols.

## Història
La Venta de la Punta era un lloc on es paraven els caminants i viatgers a menjar. Per informació oral sabem que durant el segle passat ja funcionava però no es tenen notícies anteriors. A més, en aquesta mateixa carretera, a uns dos quilòmetres de distància d'unes de les altres, hi ha tres posades més (Venta de Verga, Venta del Ros i Venta del Polit) abans d'arribar a la Galera.